# Montes Caucasus

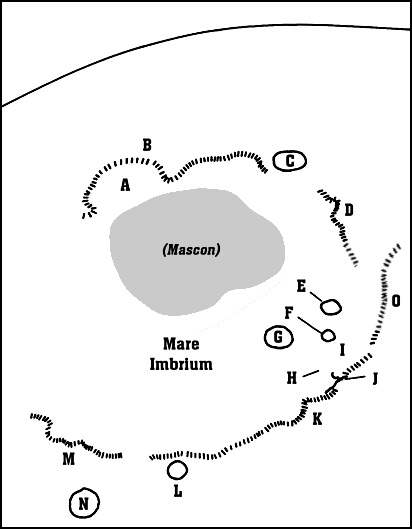
Bản đồ chi tiết các đặc điểm của Mare Imbrium. Montes Caucasus được đánh dấu "O".

Montes Caucasus là một dãy núi gồ ghề ở phía đông bắc của Mặt Trăng. Nó bắt đầu từ một khoảng trống trên bề mặt nối Mare Imbrium ở phía tây với Mare Serenitatis ở phía đông, và kéo dài thành một dải không đều theo hướng bắc đông bắc đến phía tây của hố va chạm Eudoxus nổi bật. Dãy núi này tạo thành ranh giới phía tây bắc của Mare Serenitatis. Nó tạo thành sự tiếp nối của dãy Montes Apenninus ở phía tây nam.
Có một vài chỗ đứt đoạn trong dãy núi, nơi biển mặt trăng gần đó đã xâm nhập vào thành hệ này, đặc biệt là gần đầu phía nam. Ôm lấy sườn phía đông của dãy núi là hố va chạm Calippus. Dọc theo sườn phía đông đến phía nam Eudoxus là tàn tích của hố va chạm Alexander.
Tọa độ trên mặt trăng của dãy núi này là 38,4° B và 10,0° Đ, nó có đường kính chính thức là 445 km. Tuy nhiên, một số nhà quan sát liệt kê chiều dài lên tới 550 km. Các đỉnh cao nhất trong dãy núi này đạt tới độ cao 6 km, chắc chắn cung cấp một tầm nhìn mở rộng ra các vùng xung quanh từ đỉnh của chúng.
Dãy núi này được nhà nghiên cứu mặt trăng người Đức Johann H. Mädler đặt theo tên của dãy núi Kavkaz trên Trái Đất. Tuy nhiên, không có đỉnh nào trong dãy núi này được đặt tên riêng, ít nhất là về mặt chính thức.

## Xem thêm

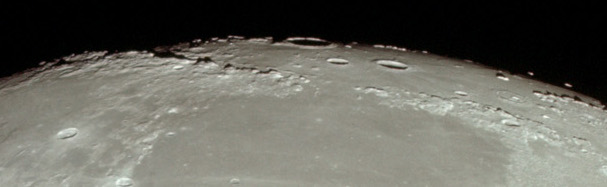
Quang cảnh một phần của Mặt Trăng cho thấy Montes Apenninus (trái), Montes Caucasus (phải),phía đông Mare Imbrium (trên cùng) và phía tây Mare Serenitatis (dưới), từ Apollo 11.